# Nationalisme somalien

Drapeau de la Somalie.

Le nationalisme somalien (en somali : Soomaalinimo) est une idéologie centrée sur l'unité du peuple somalien qui partage une langue, une religion, une culture et une ethnie communes et, en tant que tel, constitue une nation à part entière. Les premières manifestations de cette idéologie à l'époque médiévale remontent aux Adalites, tandis qu'à l'époque contemporaine, elle semble remonter à la SYL, la première organisation politique nationaliste somalienne à voir le jour étant la Ligue nationale somalienne (SNL), créée en 1935 dans l'ancien protectorat britannique du Somaliland. Dans les régions du nord-est, du centre et du sud du pays, la Ligue de la jeunesse somalie (SYC) a été fondé en 1943 en Somalie italienne, juste avant la période de tutelle. La SYC a ensuite été rebaptisée Ligue de la jeunesse somalienne (SYL) en 1947. Elle est devenue la formation politique la plus influente dans les premières années qui ont suivi l'indépendance de la Somalie. La milice de guérilla somalienne Al-Shabab est remarquable pour avoir incorporé le nationalisme somalien dans son idéologie islamiste,.

## Histoire
Le nationalisme somalien s'est développé au début du XXe siècle avec le concept de la « Grande Somalie » qui englobait un thème : les Somaliens sont une nation avec une identité distincte et voulaient unir les zones habitées des clans somaliens. Le pan-somalisme renvoie à la vision de réunification de ces régions pour former une seule nation somalienne. La poursuite de cet objectif a conduit à des conflits : après la Seconde Guerre mondiale, la Somalie s'est engagée dans la guerre de l'Ogaden avec l'Éthiopie au sujet de la région de l'Ogaden et a soutenu les insurgés somali contre le Kenya.

### Préhistoire
La Somalie est habitée depuis au moins le Paléolithique. Pendant l'âge de la pierre, les cultures doïan et hargeisan ont prospéré ici. La plus ancienne preuve de coutumes funéraires dans la Corne de l'Afrique provient de cimetières en Somalie datant du IVe millénaire avant notre ère. Les outils en pierre du site de Jalelo, au nord, ont également été caractérisés en 1909 comme des artefacts importants démontrant l'universalité archéologique du Paléolithique entre l'Est et l'Ouest.
Selon les linguistes, les premières populations afro-asiatiques sont arrivées dans la région au cours de la période du Néolithique qui a suivi, en provenance du projet d'urheimat (« patrie d'origine ») de la famille dans la vallée du Nil, ou le Proche-Orient.
Le complexe de Laas Geel situé à la périphérie de Hargeisa, au Somaliland, date d'environ 5 000 ans, et présente des peintures rupestres représentant à la fois des animaux sauvages et des vaches décorées. D'autres peintures rupestres se trouvent dans le nord de la région de Dhambalin, qui présentent l'une des plus anciennes représentations connues d'un chasseur à cheval. L'art rupestre est dans le style éthiopien-arabe distinctif, daté de 1000 à 3000 avant J.-C.,. En outre, entre les villes de Las Khorey et El Ayo au Somaliland se trouve Karinhegane, le site de nombreuses peintures rupestres d'animaux réels et mythiques. Chaque tableau porte une inscription en dessous, dont l'âge est estimé à environ 2 500 ans,.

### Antiquité et époque classique

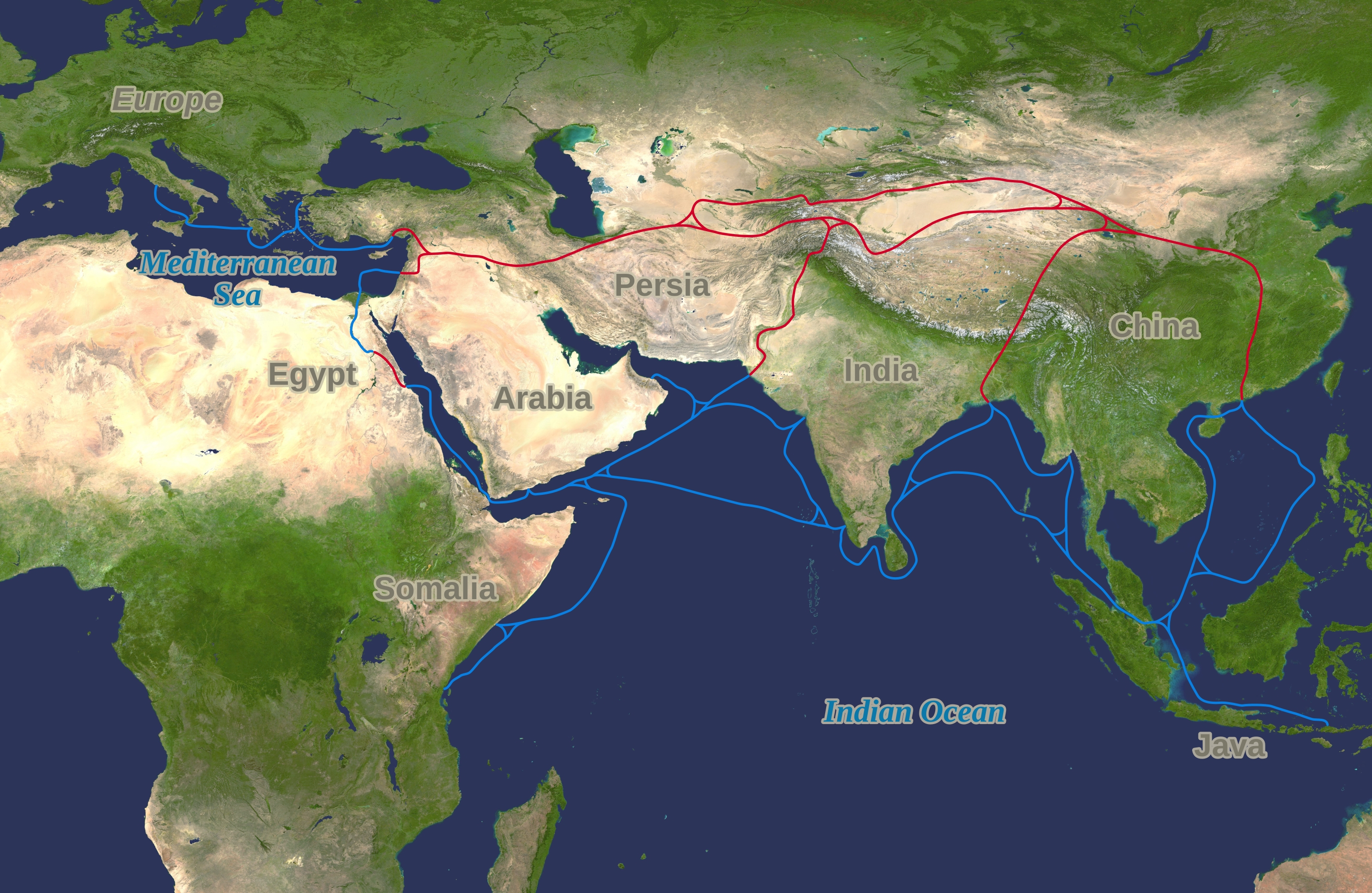
La route de la soie s'étend de la Chine vers le sud de l'Europe, l'Arabie, la Somalie, l'Égypte, la Perse et l'Inde.

Des structures pyramidales antiques, des mausolées, des villes en ruine et des murs de pierre, comme le mur de Wargaade, témoignent d'une ancienne civilisation qui prospérait autrefois dans la Corne de l'Afrique,. Cette civilisation jouissait de relations commerciales avec l'Égypte antique et la Grèce mycénienne depuis le deuxième millénaire avant J. -C. , appuyant l'hypothèse que la Somalie ou les régions adjacentes étaient situées sur l'emplacement de l'ancien pays de Pount,. Les Puntites échangeaient de la myrrhe, des épices, de l'or, de l'ébène, du bétail à cornes courtes, de l'ivoire et de l'encens avec les Égyptiens, les Phéniciens, les Babyloniens, les Indiens, les Chinois et les Romains par leurs ports commerciaux. Une expédition égyptienne envoyée dans le Pount par la reine Hatchepsout de la XVIIIe dynastie est enregistrée sur les bas-reliefs du temple de Deir el-Bahari, sous le règne du roi pountite Parahu et de la reine Ati.
Le chameau à une bosse ou dromadaire  aurait été domestiqué entre le IIIe et le IIe millénaire avant notre ère, probablement en Somalie. Pendant la période classique, les cités-états de Mosylon, Opone, Mundus, Isis, Malao, Avalites, Essina, Nikon et Tabae ont développé un réseau commercial lucratif reliant les marchands de Phénicie, d'Égypte ptolémaïque, de Grèce, de Perse parthienne, de Saba, de Nabatée, et de l'Empire romain. Ils ont utilisé l'ancien navire maritime somalien connu sous le nom de badan pour transporter leur cargaison.
Après la conquête romaine du royaume nabatéen et la présence navale romaine à Aden pour endiguer la piraterie, les marchands arabes et somaliens ont convenu avec les Romains d'interdire aux navires indiens de commercer dans les ports francs de la péninsule arabique pour protéger les intérêts des marchands somaliens et arabes dans le commerce lucratif entre la mer Rouge et la mer Méditerranée. Toutefois, les commerçants indiens continuaient à commercer dans les villes portuaires de la péninsule somalienne, qui ne subissaient aucune ingérence romaine.
Pendant des siècles, les marchands indiens ont apporté de grandes quantités de cannelle en Somalie et en Arabie en provenance de Ceylan et des îles aux épices. La cannelle et d'autres épices auraient été le secret le mieux gardé des marchands arabes et somaliens dans leurs échanges avec le monde romain et grec; les Romains et les Grecs pensaient que la source était la péninsule somalienne. L'entente collusoire entre négociants somaliens et arabes a gonflé le prix de la cannelle indienne et chinoise en Afrique du Nord, au Proche-Orient et en Europe, et a fait du commerce de la cannelle une source de revenus très lucrative, en particulier pour les négociants somaliens qui acheminaient de grandes quantités par voie maritime et terrestre.

### Naissance de l'Islam et Moyen Âge

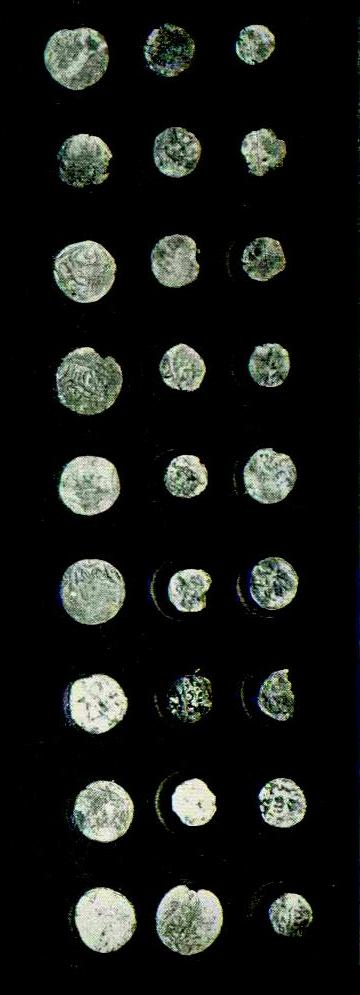
La monnaie médiévale du sultanat de Mogadiscio.

L'islam a été introduit dans la région très tôt à partir de la péninsule arabique, peu après l'hégire. La mosquée Masjid al-Qiblatayn de Zeila date du VIIe siècle et est la plus ancienne mosquée de la ville. À la fin du IXe siècle, Al-Yaqubi a écrit que les musulmans vivaient le long de la côte nord de la Somalie. Il a également mentionné que le sultanat d'Adal avait sa capitale dans la ville,, suggérant que Zeila comme siège remonte au moins au IXe ou Xe siècle. Selon I. M. Lewis, la politique était gouvernée par des dynasties locales composées d'Arabes somalisés ou de Somaliens arabes arabisés, qui dirigeaient également le sultanat de Mogadiscio, également établi dans la région de Benadir, au sud. L'histoire d'Adal à partir de cette période de fondation serait caractérisée par une succession de batailles avec l'Abyssinie voisine. À son apogée, le sultanat d'Adal contrôlait une grande partie du Somaliland moderne, de l'Éthiopie, du Djibouti et de l'Érythrée.
En 1332, le roi d'Adal, basé à Zeila, est tué lors d'une campagne militaire visant à arrêter la marche de l'empereur d'Abyssinie Amda Seyon Ier vers la ville. Lorsque le dernier sultan d'Ifat, Sa'ad ad-Din II, fut également tué par l'empereur David Ier à Zeila en 1410, ses enfants s'enfuirent au Yémen avant de revenir en 1415. Au début du XVe siècle, la capitale d'Adal fut déplacée plus loin à l'intérieur des terres vers la ville de Dakkar, où Sabr ad-Din III, le fils aîné de Sa'ad ad-Din II, établit une nouvelle base après son retour du Yémen,.
Le quartier général d'Adal fut de nouveau déplacé au siècle suivant, cette fois vers le sud à Harar. À partir de cette nouvelle capitale, Adal organisa une armée efficace dirigée par l'imam Ahmad ibn Ibrahim al-Ghazi qui envahit l'empire abyssinien. Cette campagne du XVIe siècle est historiquement connue sous le nom de guerre adalo-éthiopienne (Futuh al-Habash). Pendant la guerre, l'imam Ahmad fut le pionnier de l'utilisation de canons fournis par l'Empire ottoman, qu'il importa par Zeila et déploya contre les forces abyssines et leurs alliés portugais dirigés par Christophe de Gama. Des chercheurs soutiennent que ce conflit a prouvé, par leur utilisation des deux côtés, la valeur des armes à feu comme le platine à mèche, le canon et l'arquebuse par rapport aux armes traditionnelles.
Pendant la période Ajuran, les sultanats et les républiques de Merca, Mogadiscio, Brava, Hobyo et leurs ports respectifs ont prospéré et ont eu un commerce extérieur lucratif, avec des navires en provenance et à destination de l'Arabie, de l'Inde, de la Vénétie, de la Perse, de l'Égypte, du Portugal, et aussi loin que la Chine. Vasco de Gama, qui a traversé Mogadiscio au XVe siècle, a noté qu'il s'agissait d'une grande ville avec des maisons de plusieurs étages et de grands palais en son centre, en plus de nombreuses mosquées avec des minarets cylindriques.
Au XVIe siècle, Duarte Barbosa a noté que de nombreux navires du royaume de Cambay, en Inde moderne, naviguaient vers Mogadiscio avec des étoffes et des épices, en échange desquels ils recevaient de l'or, de la cire et de l'ivoire. Barbosa a également souligné l'abondance de viande, de blé, d'orge, de chevaux et de fruits sur les marchés côtiers, ce qui a généré d'énormes richesses pour les marchands. Mogadiscio, centre d'une industrie textile florissante connue sous le nom de toob benadir (spécialisé pour les marchés en Égypte, entre autres), avec Merka et Brava, a également servi de point de transit pour les négociants swahili de Mombasa et Malindi et pour le commerce de l'or de Kilwa. Les marchands juifs du détroit d'Hormuz apportaient leurs textiles et leurs fruits indiens sur la côte somalienne en échange de céréales et de bois.
Des relations commerciales ont été établies avec Malacca au XVe siècle, avec le tissu, l'ambre gris et la porcelaine étant les principales marchandises du commerce. Des girafes, des zèbres et de l'encens ont été exportés vers la dynastie Ming de l'Empire chinois, qui a établi des marchands somaliens comme chefs de file dans le commerce entre l'Asie et l'Afrique. Des marchands hindous de Surate et des marchands d'Afrique du Sud-Est depuis l'île de Pate, cherchant à contourner à la fois le blocus portugais et l'ingérence omanaise, ont utilisé les ports somaliens de Merka et Brava (qui ne relevaient pas de la juridiction des deux puissances) pour faire leurs affaires en toute sécurité et sans ingérence.

### Débuts de l'ère moderne et la ruée vers l'Afrique
Au début de la période moderne, les États successeurs des sultanats Ajuran et Adal et de l'Imamat Hiraab ont commencé à prospérer en Somalie. Il s'agit notamment du sultanat de Warsangali, des dynasties de Bari, du sultanat de Geledi (dynastie des Gobroons), du sultanat de Majeerteen (Migiurtinia) et du sultanat de Hobyo (Obbia). Ils ont perpétué la tradition de construction de châteaux et de commerce maritime établie par les anciens empires somaliens.
Le sultan Youssuf Mahamoud Ibrahim, troisième sultan de la maison de Gobron, a commencé l'âge d'or de la dynastie des Gobron. Son armée a remporté la victoire lors du djihad de Bardheere, qui a rétabli la stabilité dans la région et relancé le commerce de l'ivoire en Afrique de l'Est. Il a également reçu des cadeaux de la part des dirigeants de royaumes voisins et lointains tels que les sultans d'Oman, de Witu et du Yémen, et entretenait des relations cordiales avec eux.
Le fils du sultan Ibrahim, Ahmed Youssuf, lui succéda et fut l'une des figures les plus importantes d'Afrique de l'Est du XIXe siècle, recevant des hommages des gouverneurs omanais et créant des alliances avec d'importantes familles musulmanes sur la côte est de l'Afrique. Dans le nord de la Somalie, la dynastie Gerad faisait du commerce avec le Yémen et la Perse et était en concurrence avec les marchands de la dynastie Bahri. Les Gerads et les sultans de Bari construisirent d'impressionnants palais et forteresses et entretenaient des relations étroites avec de nombreux empires du Proche-Orient.
À la fin du XIXe siècle, après la conférence de Berlin de 1884, les puissances européennes commencèrent le partage de l'Afrique, après quoi les Derviches construisirent des garesas de Dhulbahante pour contrer le colonialisme. La structure sociale derviche comprenait le haroun (c'est-à-dire le gouvernement derviche) dirigé par Faarax Sugulle, le roi derviche & dhulbahante Diiriye Guure et son émir Sayid Mohamed, qui ont collectivement créé un puissant État à Ciid-Nugaal qui a été subdivisé en 13 divisions administratives dont les quatre plus grandes, Shiikhyaale, Dooxato, Golaweyne, Miinanle, se trouvaient à proximité de Dhulbahante. Les autres circonscriptions administratives, Taargooye, Dharbash, Indhabadan, Burcadde-Godwein, Garbo, Ragxun, Gaarhaye, Bah-udgoon et Shacni-cali, étaient également majoritairement dhulbahantes. Le mouvement derviche réussit à repousser l'Empire britannique à quatre reprises et l'obligea à se replier sur la côte.
Les Derviches ont défait les puissances coloniales à de nombreuses reprises, notamment la victoire de 1903 à Cagaarweyne commandée par Suleiman Aden Galaydh ou l'assassinat du général Richard Corfield par Ibraahin Xoorane en 1913, et ces répulsions forcent l'Empire britannique à se replier sur la région côtière à la fin des années 1900. Les deux seules défaites notables des Darawiish furent commandées par Haji Youssuf Barre, la première à Jidbaali en 1904, et la seconde à Taleh lorsque les Derviches furent finalement vaincus en 1920 par l'aviation britannique.
L'avènement du fascisme au début des années 1920 annonça un changement de stratégie pour l'Italie, car les sultanats du nord-est devaient bientôt être forcés à l'intérieur des frontières de la Grande Somalie selon le plan de l'Italie fasciste. Avec l'arrivée du gouverneur Cesare Maria De Vecchi le 15 décembre 1923, les choses commencèrent à changer pour la partie du Somaliland connue sous le nom de Somaliland italien. L'Italie avait accès à ces zones en vertu des traités successifs de protection, mais pas directement.
Le gouvernement fasciste ne gouvernait directement que le territoire de Benadir. L'Italie fasciste, sous Benito Mussolini, a attaqué l'Abyssinie en 1935, dans le but de la coloniser. La Société des Nations a condamné l'invasion, mais rien n'a été fait pour l'arrêter ou libérer l'Éthiopie occupée. Le 3 août 1940, les troupes italiennes, y compris les unités coloniales somaliennes, traversent l'Éthiopie pour envahir le Somaliland britannique et, le 14 août, réussissent à prendre Berbera aux Britanniques.
Une force britannique, comprenant des troupes de plusieurs pays africains, a lancé la campagne en janvier 1941 à partir du Kenya pour libérer le Somaliland britannique et l'Éthiopie occupée par l'Italie et conquérir le Somaliland italien. En février, la plus grande partie du Somaliland italien a été capturée et, en mars, le Somaliland britannique a été repris par la mer. Les forces de l'Empire britannique opérant au Somaliland comprenaient trois divisions de troupes sud-africaines, ouest-africaines et est-africaines. Ils ont été aidés par des forces somaliennes dirigées par Abdulahi Hassan, avec une participation importante de Somaliens des clans Isaaq, Dhulbahante et Warsangali.

### Guerre de l'Ogaden
En juillet 1977, la guerre de l'Ogaden contre l'Éthiopie a éclaté après que le gouvernement somalien de Mohamed Siad Barre ait tenté d'incorporer la région de l'Ogaden à prédominance somalienne en une Grande Somalie pan-somalienne. Au cours de la première semaine du conflit, les forces armées somaliennes ont pris le sud et le centre de l'Ogaden et, pendant la majeure partie de la guerre, l'armée somalienne a remporté des victoires sur l'armée éthiopienne et les a suivis jusqu'à la province de Sidamo. En septembre 1977, la Somalie contrôlait 90 % de l'Ogaden et s'emparait de villes stratégiques telles que Djidjiga et exerçait une forte pression sur Dire Dawa, menaçant la voie ferrée reliant cette dernière ville au Djibouti. Après le siège de Harar, une intervention soviétique massive sans précédent, composée de 20 000 soldats cubains et de plusieurs milliers de conseillers soviétiques, est venue au secours du régime communiste éthiopien du Derg. En 1978, les troupes somaliennes ont finalement été chassées de l'Ogaden. Ce changement de soutien de la part de l'Union soviétique motive le gouvernement Barre à chercher des alliés ailleurs. Il finit par se contenter du rival de l'Union soviétique pendant la guerre froide, les États-Unis, qui courtisaient le gouvernement somalien depuis un certain temps. Dans l'ensemble, l'amitié initiale de la Somalie avec l'Union soviétique et son partenariat ultérieur avec les États-Unis lui ont permis de construire la plus grande armée d'Afrique.